# هيدروكسيد الكالسيوم (صفحة البيانات)
توفر هذه الصفحة بيانات كيميائية تكميلية عن مادة هيدروكسيد الكالسيوم.

## بيانات سلامة المواد
قد يتطلب التعامل مع هذه المادة الكيميائية اتخاذ احتياطات أمان ملحوظة. لذلك، نوصيك بشدة بالبحث عن ورقة بيانات سلامة المواد (MSDS) الكيميائية لها من مصدر موثوق وكذلك اتباع التعليمات الواردة فيها.

## البنية والخصائص
| البنية والخصائص                       | البنية والخصائص       |
| ------------------------------------- | --------------------- |
| معامل الانكسار، ند                    | ؟                     |
| رقم آبي                               | ؟                     |
| ثابت العزل الكهربائي، εr              | ؟ ε0 عند ؟ درجة مئوية |
| قوة الرابطة                           | ؟                     |
| طول الرابطة                           | ؟                     |
| زاوية الرابطة                         | ؟                     |
| القابلية المغناطيسية                  | -22 × 10−6 سم3 مول−1  |
| كثافة                                 | 2.2 جم سم−3           |
| الذوبان فيالماء                       | 0.16020 جرام/100 جرام |
| الرقم الهيدروجيني (عند 20 درجة مئوية) | 12.4-12.6             |

## الخصائص الديناميكية الحرارية
| سلوك الطور                                          | سلوك الطور         |
| --------------------------------------------------- | ------------------ |
| النقطة الثلاثية                                     | ? K (? °C), ? Pa   |
| النقطة الحرجة                                       | ? K (? °C), ? Pa   |
| التغير القياسي في حرارة الانصهار, ΔfusHo            | ? kJ/mol           |
| التغير القياسي لإنتروبيا الإنصهار، ΔfusSo           | ? J/(mol·K)        |
| التغير القياسي في حرارة التبخر، ΔvapHo              | ? kJ/mol           |
| التغير القياسي للإنتروبيا للتبخر، ΔvapSo            | ? J/(mol·K)        |
| خصائص المواد الصلبة                                 |                    |
| التغير القياسي في المحتوى الحراري للتكوين، ΔfHoصلب  | -985.2 كيلوجول/مول |
| الإنتروبيا المولية القياسية، Soصلب                  | 83.4 J/(mol K)     |
| السعة الحرارية، cp                                  | 87.5 J/(mol K)     |
| خصائص السائل                                        |                    |
| التغير القياسي في المحتوى الحراري للتكوين، ΔfHoسائل | ? kJ/mol           |
| الإنتروبيا المولية القياسية، Soسائل                 | ? J/(mol K)        |
| السعة الحرارية، cp                                  | ? J/(mol K)        |
| خصائص الغاز                                         |                    |
| التغير القياسي في المحتوى الحراري للتكوين، ΔfHoغاز  | ? kJ/mol           |
| الإنتروبيا المولية القياسية، Soغاز                  | ? J/(mol K)        |
| السعة الحرارية، cp                                  | ? J/(mol K)        |

## البيانات الطيفية
| الأشعة فوق البنفسجية والمرئية          | الأشعة فوق البنفسجية والمرئية |
| -------------------------------------- | ----------------------------- |
| λالحد الأقصى                           | ؟ ن م                         |
| معامل الانقراض، ε                      | ؟                             |
| الأشعة تحت الحمراء                     |                               |
| نطاقات الامتصاص الرئيسية               | ؟ سم− 1                       |
| الرنين النووي المغناطيسي               |                               |
| الرنين النووي المغناطيسي للبروتون      |                               |
| الرنين النووي المغناطيسي للكربون-13    |                               |
| بيانات الرنين المغناطيسي النووي الأخرى |                               |
| مطيافية الكتلة                         |                               |
| كتل من الأجزاء الرئيسية                |                               |